# Fabien Lamirault
Fabien Lamirault (* 17. März 1980 in Longjumeau) ist ein französischer Para-Tischtennisspieler der paralympischen Startklasse TT2. Er ist der derzeitige Weltmeister, Europameister und Paralympiasieger im Einzel und gilt mit zwei Paralympiasiegen, drei WM-Titeln und zahlreichen weiteren Titeln als einer der erfolgreichsten Spieler seiner Klasse überhaupt. Er ist Rechtshänder und verwendet als Schlägerhaltung den europäischen Shakehand-Stil.

## Werdegang
Fabien Lamirault wuchs in Paris auf. Aufgrund seines Körperbaus widmete er sich in seiner Kindheit dem Handball und dem Boxen. Im Sommer 1998 wurde er durch einen Verkehrsunfall querschnittsgelähmt und begann mit dem Para-Tischtennis. Er nahm zweimal an den Paralympics teil, wo er zweimal Gold, einmal Silber und einmal Bronze gewann. Bei Europameisterschaften holte Lamirault fünfmal Gold, davon zweimal im Einzel. Im Januar 2010 knackte der Franzose erstmals die Top 10 und steht seit Juni 2016 ununterbrochen auf Platz 1 der IPTTF-Weltrangliste seiner Klasse.

## Titel und Erfolge im Überblick

### Paralympische Spiele
- 2012 in London: Bronze in der Einzelklasse 2, Silber mit der Mannschaft in Klasse 1–2
- 2016 in Rio de Janeiro: Gold in der Einzelklasse 2, Gold mit der Mannschaft in Klasse 1–2

### Europameisterschaften
- 2011 in Split: Silber mit der Mannschaft in Klasse 2
- 2013 in Lignano: Gold mit der Mannschaft in Klasse 2
- 2015 in Vejle: Gold in der Einzelklasse 2, Gold mit der Mannschaft in Klasse 2
- 2017 in Lasko: Bronze mit der Mannschaft in Klasse 2
- 2019 in Helsingborg: Gold in der Einzelklasse 2, Gold mit der Mannschaft in Klasse 1–2

### Weltmeisterschaften
- 2014 in Peking: Gold in der Einzelklasse 2, Gold mit der Mannschaft in Klasse 2
- 2018 in Lasko: Gold in der Einzelklasse 2

### Kleinere Turniere
- Spanish Open 2020: Silber in der Einzelklasse 2, Bronze mit der Mannschaft in Klasse 3–4
- Polish Open 2019: Gold in der Einzelklasse 2, Silber mit der Mannschaft in Klasse 1–2